# Северо-восточный дворец киевского детинца
Северо-восточный дворец — условное название каменного сооружения X века, остатки которого были найдены в киевском детинце — городе Владимира. Название дано по расположению относительно Десятинной церкви. Дворец является самым древним из трёх «дворцов» вокруг Десятинной церкви (другие два — юго-восточный и западный). По предположениям исследователей мог быть теремом княгини Ольги или дворцом Владимира Святославича, возможно совместно с функциями церкви. Разобран в XI веке. Остатки постройки исследовались В. В. Хвойкой (1907—1908), Т. М. Молчановским (1936), М. К. Каргером (1939), П. П. Толочко (1966).

## История исследований

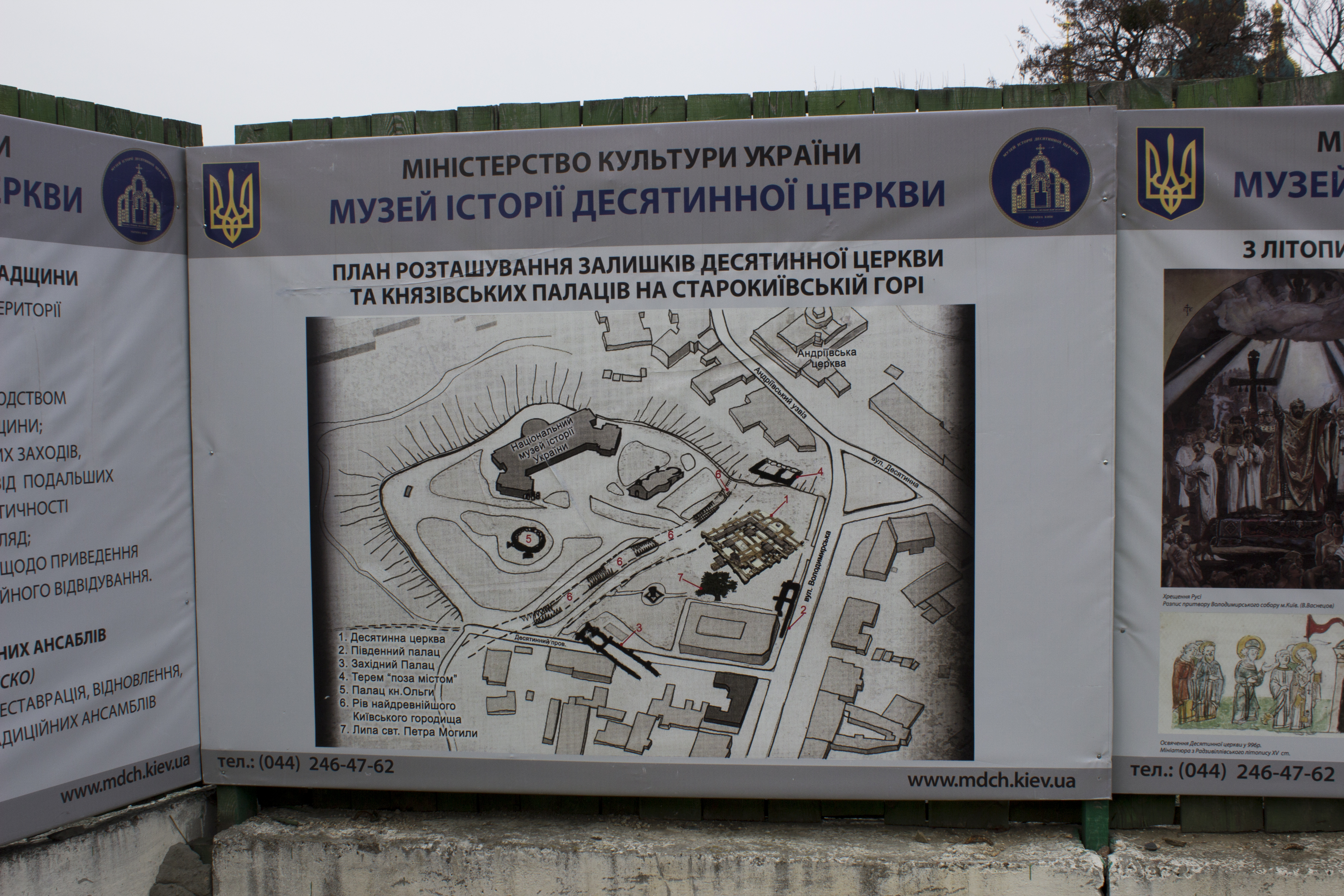
Объекты детинца Киева, северо-восточный дворец обозначен № 4.

В 1857 году киевским чиновником Климовичем во время перестройки своего дома были случайно открыты остатки двух древних стен, сложенных из плинфы и булыжника. Это сооружение было исследовано археологом В. В. Хвойкой в 1907—1908 годах. Была найдена часть наружной стены здания длиной 21 м, к ней примыкали фундаменты трёх поперечных стен, формировавших внутренние помещения здания. Также были найдены фрагменты украшения, изготовленные из мрамора, красного овручского шифера, куски смальты, остатки фресок. Пол был покрыт сплошным слоем обгоревших брёвен и досок.
В 1920-х годах остатки фундаментов постройки еще можно было увидеть на склоне горы над Андреевским спуском.
В 1936 году сооружение было исследовано Киевской археологической экспедицией под руководством Ф. Н. Молчановского. К тому времени северо-западная часть здания уже была разрушена оползнем, кладка сохранилась на длину 5,85. м. Консультационный совет, обсудивший результаты раскопок, пришёл к выводу, что на этом месте существовали два разновременных сооружения. От одной сохранились забутовка из железистого песчаника и кирпичная кладка высотой 0,40-0,55 м, ее датировали концом Х или XI веком. Другое сооружение располагалось южнее и состояло из нескольких групп раствора с цемянкой и розового кварцита. Точное соотношение двух сооружений установить было невозможно, учитывая нарушенные слоя почвы и следы раскопов кладоискателей XIX века и В. Хвойки.
В 1939 году исследование памятника провёл М. К. Каргер, нашедший только жалкие останки. В 1966 году Киевская археологическая экспедиция (руководитель П. П. Толочко) второй раз исследовала остатки сооружения, от которого сохранилось только 5 м стены, всё остальное было разрушено оползнями.

## Интерпретация функционального назначения сооружения

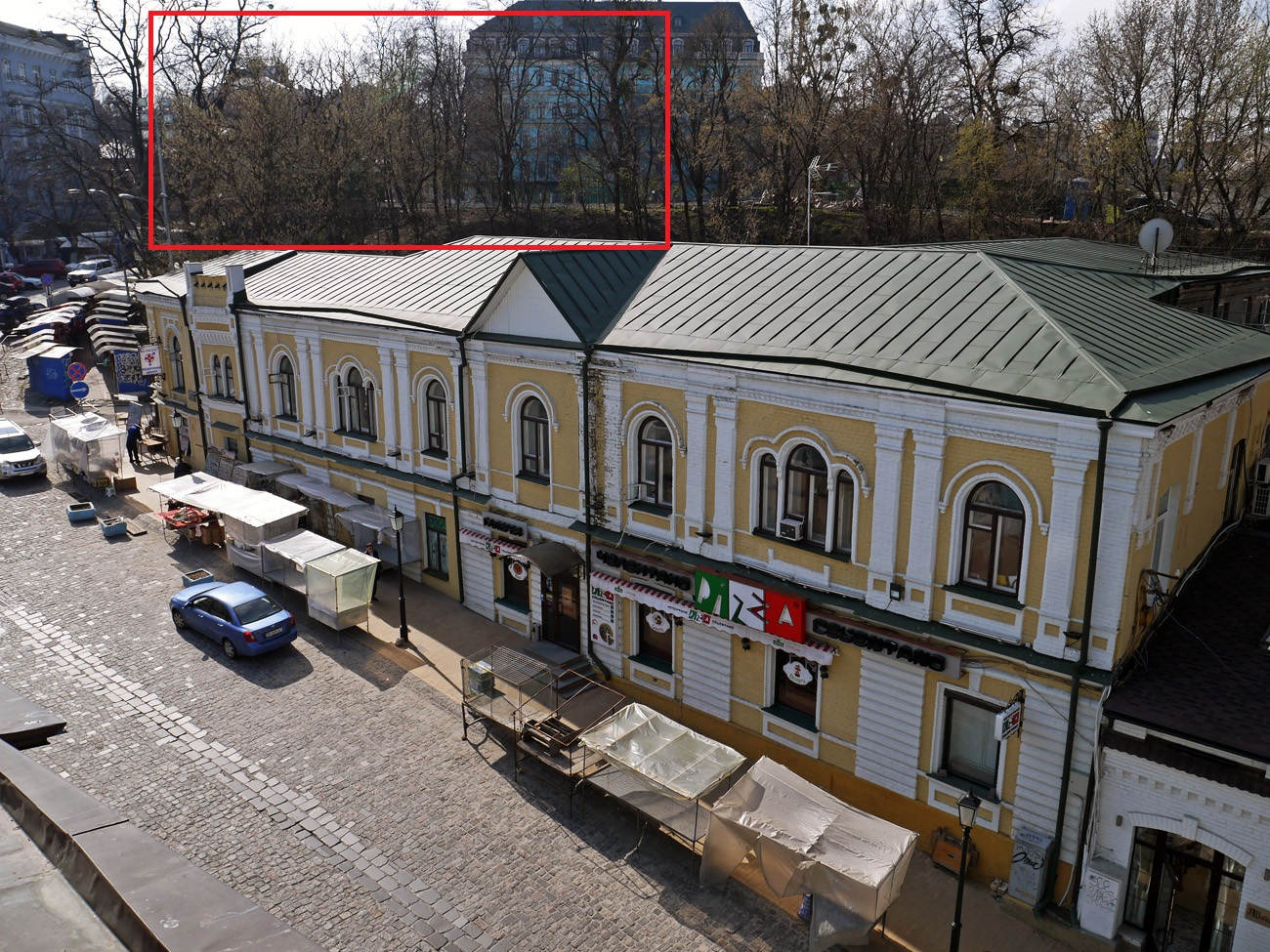
Андреевский спуск, 38 — ориентировочное расположение дворца показано красным прямоугольником (по схеме Д. Ёлшина).

Здание расположено над обрывом в северно-восточной части Старокиевской горы, в 75 м (по другим данным, в 30 м) на северо-восток от Десятинной церкви, на участке дома № 38 по Андреевскому спуску. По состоянию на 1907 год сохранилась западная стена на длину 21 м, от неё отходили три стены длиной 5—10 м. Сооружение имело прямоугольную форму с треми помещениями, в торцевой стене найдены остатки дверного проёма. Здание было ориентировано с севера на юг, его ось в длину перпендикулярна оси в длину так называемого юго-восточного дворца, тогда как ось Десятинной церкви расположена по отношению к ней под острым углом. Фундаменты сложены из больших камней, стены кирпичные со вставленными камнями, в фундаментных рвах были найдены остатки деревянных конструкций. В середине найдены фрагменты внутренней отделки, изготовленные из мрамора, красного овручского шифера, кусочки смальты, остатки фресок, круглые стеклянные оконницы. В одном из помещений найден византийский процессийный крест X века, а около северной стены — плитка с княжеским знаком Владимира. Вероятно, здание имело деревянное перекрытие или деревянный второй этаж. Точный план сооружения и её архитектурные формы установить невозможно.

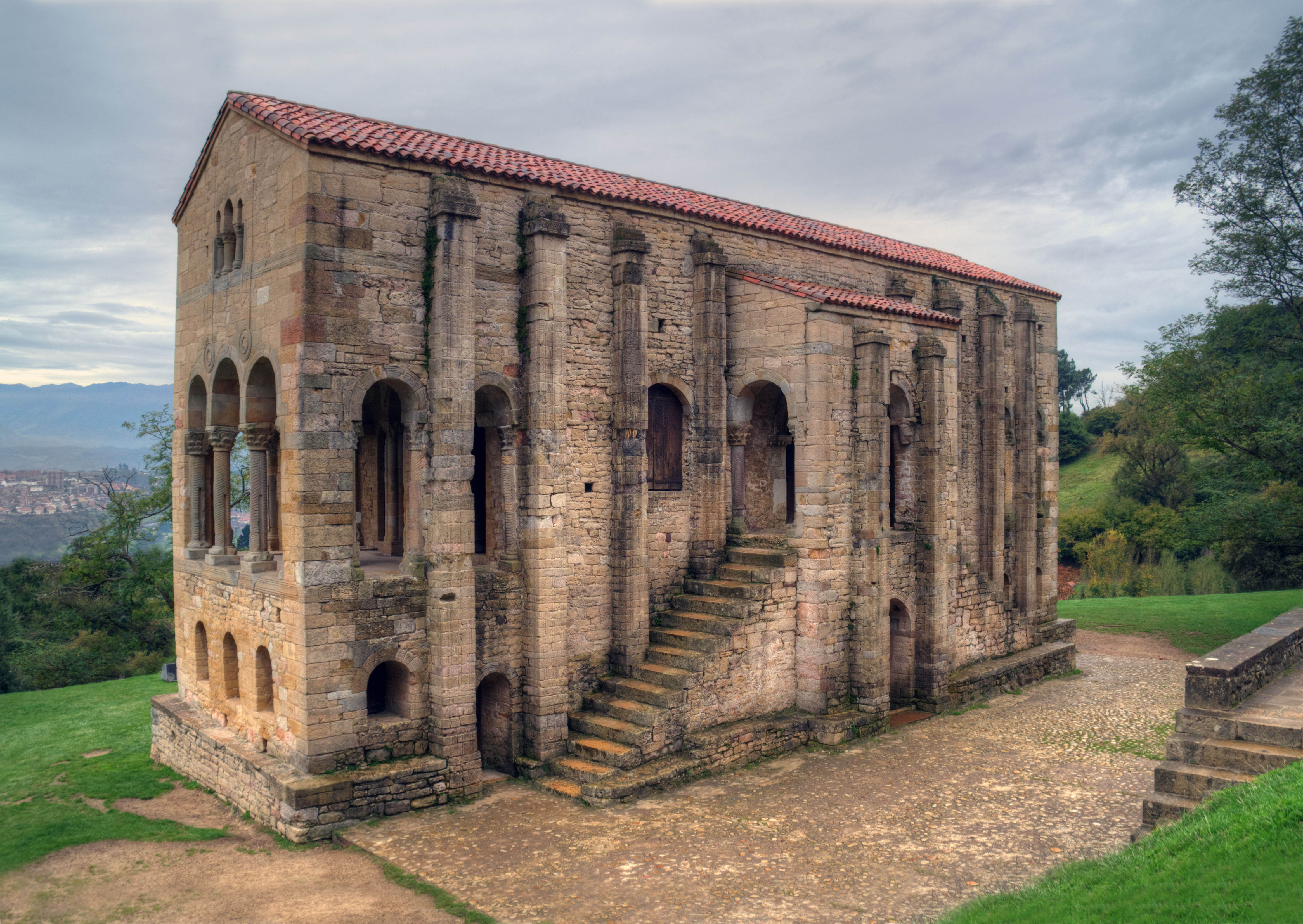
Терема средневекового Киева, возможно, напоминали сохранившуюся в Овьедо церковь Санта Мария дель Наранко.

Частью историков (С. Р. Килиевич) отождествляется с каменным теремом теремного двора княгини Ольги (упоминается в «Повести временных лет» под 945 годом), стоявшем «над горой, за святой Богородицей (Десятинной церковью)». Другая часть историков (П. А. Раппопорт, Ф. А. Андрощук) склоняется к мысли, что здание было построено во времена князя Владимира, одновременно или в два этапа с Десятинной церковью и двумя другими дворцами (юго-восточным и юго-западным), в рамках масштабной застройки киевского детинца, предпринятого после крещения Руси.
По мнению Ф. Андрощука, образцом для дворцов Владимира могли служить дворцы Астурии, поскольку в IX—X веках на просторах Европы только в этом королевстве на севере Испании строились дворцы прямоугольной формы. Примером такого строения может служить дворец (позже церковь) Санта Мария дель Наранко в Овьедо, построенный во время правления короля Рамиро I (842—850 годы). Сведения про архитектуру Астурии могли попасть в Киев через викингов, которые время от времени совершали набеги на северную Испанию, либо через рабов-христиан. Подобно дворцу Санта Мария дель Наранко, киевский дворец также мог играть роль церкви либо быть многофункциональным сооружением, которое соединяло светские и религиозные функции (в пользу последней говорит находка процессийного креста). На связь с западноевропейской традицией указывает также обеспечение Десятинной церкви именно десятиной — такая форма обеспечения церквей была типичной для Европы, но незнакома Византии. И дворец Санта Мария дель Наранко, и киевский дворец имели форму базилики. Моделью базилики является также шиферный саркофаг, найденный около северной стены Десятинной церкви. Таким образом, киевский дворец мог быть базиликой, существовавшей в Киеве накануне постройки Десятинной церкви. В ней могли проходить как церемонии властей, так и религиозные церемонии. Позже светские и религиозные функции в древнем Киеве были разделены между трёхнефной Десятинной церковью и северо-восточным дворцом.
Все три дворца вокруг Десятинной церкви существовали достаточно короткое время — предположительно, в правление Ярослава Мудрого они были разобраны с использованием материала для строительства Софийского собора и других сооружений.